# Hollywood Pictures
Hollywood Pictures foi um selo americano de produção cinematográfica da Walt Disney Studios, fundado e de propriedade da The Walt Disney Company. Fundada em 1º de fevereiro de 1989 pelo então CEO da Disney, Michael Eisner, e pelo então chefe do estúdio, Jeffrey Katzenberg, a Hollywood Pictures foi fundada para aumentar a produção de filmes do Walt Disney Studios e lançar filmes semelhantes aos da Touchstone Pictures, que apresentavam temas mais maduros direcionados ao público adulto do que aqueles produzidos pela principal divisão do estúdio, a Walt Disney Pictures. Após anos de hiato, a gravadora foi fechada em 27 de abril de 2007.
O filme de maior sucesso comercial da Hollywood Pictures foi O Sexto Sentido, de M. Night Shyamalan, que arrecadou mais de US$ 670 milhões em todo o mundo em seu lançamento em 1999.

## História
A Hollywood Pictures Corporation foi constituída em 30 de março de 1984 e ativada em 1 de fevereiro de 1989. Ricardo Mestres foi nomeado o primeiro presidente da divisão, vindo da Touchstone Pictures da Disney. A divisão foi formada para criar oportunidades para executivos promissores e para dobrar a produção de longas-metragens da Disney, a fim de preencher a lacuna deixada pela contração na indústria, que incluiu o fechamento da United Artists da MGM/UA e problemas financeiros na Lorimar-Telepictures e De Laurentiis Entertainment Group. Com a Touchstone alinhada com a Hollywood, as duas divisões de produção da Disney compartilhariam as mesmas equipes de marketing e distribuição. Esperava-se que a Hollywood produzisse 12 filmes por ano até 1991 e compartilhasse o financiamento da Silver Screen Partners IV. O primeiro lançamento da empresa foi Aracnofobia em 18 de julho de 1990.
Em 23 de outubro de 1990, a The Walt Disney Company formou a Touchwood Pacific Partners para suplantar a série Silver Screen Partnership como a principal fonte de financiamento de seus estúdios de cinema.
Após o colapso de seu contrato recentemente renovado com a Paramount Pictures, Don Simpson e Jerry Bruckheimer mudaram sua produtora para a Hollywood Pictures em 18 de janeiro de 1991.
A divisão lançou principalmente comédias baratas nos primeiros seis anos com alguns fracassos de bilheteria, entre eles Holy Matrimony, Aspen Extreme, Super Mario Bros., Swing Kids, Blame It on the Bellboy, Born Yesterday e Guilty as Sin. A divisão teve apenas um sucesso de bilheteria, The Hand That Rocks the Cradle, e um sucesso de crítica, The Joy Luck Club, que não superou o recorde geral de bilheteria anêmico da divisão. Em 26 de abril de 1994, Mestres foi forçado a renunciar após o desempenho medíocre da divisão. Mestres mudou-se para um contrato de produção de longo prazo com o estúdio.
Em 27 de junho de 1994, Michael Lynton foi nomeado o novo presidente da divisão depois de deixar o Disney Publishing Group, onde era vice-presidente sênior e supervisionava as unidades de publicação domésticas, incluindo a Hyperion Books. Mestres deixou para Lynton alguns sucessos em potencial: Quiz Show de Robert Redford, o drama de Sarah Jessica Parker e Antonio Banderas, Miami Rhapsody, e Dangerous Minds, estrelado por Michelle Pfeiffer. Em 1997, Lynton partiu para um cargo no Penguin Group. Em 2001, a Hollywood Pictures havia produzido 80 filmes, mas sua operação foi encerrada e sua administração foi fundida com a do principal estúdio, Walt Disney Pictures.
Depois de cinco anos inativa, a marca foi reativada para filmes de gênero de baixo orçamento. Os filmes lançados pela Hollywood Pictures reaproveitada foram três filmes de terror: Stay Alive (lançado em 24 de março de 2006), Primeval (lançado em 12 de janeiro de 2007) e The Invisible (lançado em 27 de abril de 2007). Após o último lançamento, a Disney parou de produzir e distribuir sob o selo ao anunciar um foco nas principais marcas da empresa, Disney, Touchstone, ABC, ESPN e Pixar.

## Filmografia
| Data de lançamento (EUA) | Título                                    | Coprodução |
| ------------------------ | ----------------------------------------- | --- |
| 18 de julho de 1990      | Arachnophobia                             | Amblin Entertainment |
| 17 de agosto de 1990     | Taking Care of Business                   | Silver Screen Partners IV |
| 1 de fevereiro de 1991   | Run                                       | Silver Screen Partners IV |
| 5 de abril de 1991       | The Marrying Man                          | Silver Screen Partners IV |
| 3 de maio de 1991        | One Good Cop                              | Silver Screen Partners IV |
| 26 de julho de 1991      | V.I. Warshawski                           | Silver Screen Partners IV |
| 10 de janeiro de 1992    | The Hand That Rocks the Cradle            | Interscope Communications e Nomura Babcock & Brown                                                                               |
| 7 de fevereiro de 1992   | Medicine Man                              | Cinergi Pictures; distribuição nos EUA e na Alemanha                                                                             |
| 6 de março de 1992       | Blame It on the Bellboy                   | Silver Screen Partners IV |
| 3 de abril de 1992       | Straight Talk                             | Touchwood Pacific Partners I |
| 24 de abril de 1992      | Passed Away                               | Touchwood Pacific Partners I |
| 22 de maio de 1992       | Encino Man                                | Touchwood Pacific Partners I |
| 17 de julho de 1992      | A Stranger Among Us                       | Touchwood Pacific Partners I, Propaganda Films e Sandollar Productions                                                           |
| 18 de setembro de 1992   | Sarafina!                                 | Miramax Films, Distant Horizon, Vanguard Films e BBC                                                                             |
| 16 de outubro de 1992    | Consenting Adults                         | Touchwood Pacific Partners I |
| 4 de dezembro de 1992    | The Distinguished Gentleman               | Touchwood Pacific Partners I |
| 22 de janeiro de 1993    | Aspen Extreme                             | Touchwood Pacific Partners I |
| 5 de março de 1993       | Swing Kids                                | Touchwood Pacific Partners I |
| 26 de março de 1993      | Born Yesterday                            | Touchwood Pacific Partners I |
| 16 de abril de 1993      | Blood In Blood Out                        | Touchwood Pacific Partners I |
| 28 de maio de 1993       | Super Mario Bros.                         | Lightmotive, Cinergi Pictures e Allied Filmmakers; somente distribuição nos EUA                                                  |
| 4 de junho de 1993       | Guilty as Sin                             | |
| 2 de julho de 1993       | Son in Law                                | |
| 27 de agosto de 1993     | Father Hood                               | |
| 8 de setembro de 1993    | The Joy Luck Club                         | |
| 10 de setembro de 1993   | Money for Nothing                         | |
| 25 de dezembro de 1993   | Tombstone                                 | Cinergi Pictures; US distribution only                                                                                           |
| 7 de janeiro de 1994     | The Air Up There                          | Interscope Communications, PolyGram Filmed Entertainment e Nomura Babcock & Brown                                                |
| 4 de março de 1994       | Angie                                     | Caravan Pictures |
| 8 de abril de 1994       | Holy Matrimony                            | Interscope Communications e PolyGram Filmed Entertainment                                                                        |
| 12 de agosto de 1994     | In the Army Now                           | |
| 19 de agosto de 1994     | Color of Night                            | Cinergi Pictures |
| 26 de agosto de 1994     | Camp Nowhere                              | |
| 14 de setembro de 1994   | Quiz Show                                 | |
| 23 de setembro de 1994   | Terminal Velocity                         | Interscope Communications, PolyGram Filmed Entertainment e Nomura Babcock & Brown                                                |
| 21 de outubro de 1994    | The Puppet Masters                        | |
| 23 de novembro de 1994   | A Low Down Dirty Shame                    | Caravan Pictures |
| 6 de janeiro de 1995     | Houseguest                                | Caravan Pictures |
| 27 de janeiro de 1995    | Miami Rhapsody                            | |
| 3 de março de 1995       | Roommates                                 | Interscope Communications, PolyGram Filmed Entertainment e Nomura Babcock & Brown                                                |
| 31 de março de 1995      | Funny Bones                               | |
| 21 de abril de 1995      | While You Were Sleeping                   | Caravan Pictures |
| 28 de abril de 1995      | A Pyromaniac's Love Story                 | |
| 12 de maio de 1995       | Crimson Tide                              | Don Simpson/Jerry Bruckheimer Films                                                                                              |
| 9 de junho de 1995       | Dangerous Minds                           | Don Simpson/Jerry Bruckheimer Films e Via Rosa Productions                                                                       |
| 30 de junho de 1995      | Judge Dredd                               | Cinergi Pictures, USA distribution                                                                                               |
| 8 de setembro de 1995    | The Tie That Binds                        | Interscope Communications e PolyGram Filmed Entertainment                                                                        |
| 8 de setembro de 1995    | Unstrung Heroes                           | |
| 4 de outubro de 1995     | Dead Presidents                           | Caravan Pictures e Underworld Entertainment                                                                                      |
| 13 de outubro de 1995    | The Scarlet Letter                        | Cinergi Pictures |
| 27 de outubro de 1995    | Powder                                    | Caravan Pictures |
| 22 de dezembro de 1995   | Nixon                                     | Cinergi Pictures |
| 29 de dezembro de 1995   | Mr. Holland's Opus                        | Interscope Communications e PolyGram Filmed Entertainment; somente distribuição nos EUA                                          |
| 2 de fevereiro de 1996   | White Squall                              | Largo Entertainment e Scott Free Productions; somente distribuição nos EUA                                                       |
| 23 de fevereiro de 1996  | Before and After                          | Caravan Pictures |
| 19 de abril de 1996      | Celtic Pride                              | Caravan Pictures |
| 24 de maio de 1996       | Spy Hard                                  | |
| 31 de maio de 1996       | Eddie                                     | PolyGram Filmed Entertainment e Island Pictures                                                                                  |
| 7 de junho de 1996       | The Rock                                  | Don Simpson/Jerry Bruckheimer Films                                                                                              |
| 9 de agosto de 1996      | Jack                                      | American Zoetrope |
| 13 de setembro de 1996   | The Rich Man's Wife                       | Caravan Pictures |
| 25 de outubro de 1996    | The Associate                             | Interscope Communications e Polygram Filmed Entertainment                                                                        |
| 25 de dezembro de 1996   | Evita                                     | Cinergi Pictures |
| 24 de janeiro de 1997    | Prefontaine                               | |
| 31 de janeiro de 1997    | Shadow Conspiracy                         | Cinergi Pictures; somente distribuição nos EUA                                                                                   |
| 11 de abril de 1997      | Grosse Pointe Blank                       | Caravan Pictures e Roger Birnbaum Productions                                                                                    |
| 30 de maio de 1997       | Gone Fishin'                              | Caravan Pictures |
| 22 de agosto de 1997     | G.I. Jane                                 | Caravan Pictures, Largo Entertainment, Scott Free Productions e Roger Birnbaum Productions                                       |
| 17 de outubro de 1997    | Washington Square                         | Caravan Pictures, Roger Birnbaum Productions e Alchemy Filmworks                                                                 |
| 25 de dezembro de 1997   | An American Werewolf in Paris             | Cometstone Pictures |
| 30 de janeiro de 1998    | Deep Rising                               | Cinergi Pictures |
| 27 de fevereiro de 1998  | An Alan Smithee Film: Burn Hollywood Burn | Cinergi Pictures |
| 4 de setembro de 1998    | Firelight                                 | Carnival Films, Wind Dancer Productions e Miramax Films                                                                          |
| 11 de setembro de 1998   | Simon Birch                               | Caravan Pictures e Roger Birnbaum Productions                                                                                    |
| 4 de julho de 1999       | Komodo                                    | somente distribuição internacional                                                                                               |
| 6 de agosto de 1999      | O Sexto Sentido                           | Spyglass Entertainment e The Kennedy/Marshall Company                                                                            |
| 17 de setembro de 1999   | Breakfast of Champions                    | Summit Entertainment |
| 1 de outubro de 1999     | Mystery, Alaska                           | |
| 4 de fevereiro de 2000   | Gun Shy                                   | Fortis Films |
| 15 de setembro de 2000   | Duets                                     | Seven Arts Pictures e Beacon Pictures                                                                                            |
| 12 de janeiro de 2001    | Thirteen Days                             | New Line Cinema, Beacon Pictures e Tig Productions; somente distribuição internacional                                           |
| 6 de abril de 2001       | Just Visiting                             | Gaumont Film Company; somente distribuição nos EUA                                                                               |
| 24 de março de 2006      | Stay Alive                                | Spyglass Entertainment e Endgame Entertainment; somente distribuição nos EUA (distribuído por Universal Pictures no Reino Unido) |
| 12 de janeiro de 2007    | Primeval                                  | Pariah Entertainment |
| 27 de abril de 2007      | The Invisible                             | Spyglass Entertainment |